# Брамвак
Брамвак (фр. Bramevaque) насеље је и општина у јужној Француској у региону Миди Пирене, у департману Горњи Пиринеји која припада префектури Бањер де Бигор.
По подацима из 2011. године у општини је живело 36 становника, а густина насељености је износила 9,55 становника/km². Општина се простире на површини од 3,77 km². Налази се на средњој надморској висини од 559 метара (максималној 1.543 m, а минималној 517 m).

## Демографија
| 1962. | 1968. | 1975. | 1982. | 1990. | 1999. | 2011. |
| ----- | ----- | ----- | ----- | ----- | ----- | ----- |
| 36    | 36    | 23    | 31    | 23    | 23    | 36    |

График промене броја становника у току последњих година